# Arthur Allgeier
Arthur Allgeier (* 23. Oktober 1882 in Wehr; † 4. Juli 1952 in Ebersteinburg (Baden); vollständiger Name: Franz Arthur Allgeier) war ein deutscher katholischer Theologe (Alttestamentler). 

## Leben
Der Sohn eines Steuererhebers besuchte das Gymnasium in Sasbach und in Freiburg. Anschließend studierte er an der Universität Freiburg Katholische Theologie und wurde 1906 zum Priester geweiht. Danach widmete er sich dem Studium der Klassischen Philologie und der Orientalistik. 1910 wurde er an der Universität Freiburg zum Dr. theol. promoviert, 1914 an der Universität Berlin zum Dr. phil. 1915 habilitierte er sich an der Universität Freiburg. Dort war er von 1919 bis zu seiner Emeritierung 1951 Ordinarius für Altes Testament. 
Allgeier war von 1929 bis 1941 Generalsekretär der Görres-Gesellschaft. 1937 wurde er zum Päpstlichen Hausprälaten ernannt, 1941 zum Konsultor der Päpstlichen Bibelkommission.
Wissenschaftlich war er vor allem auf dem Gebiet der lateinischen Psalmenüberlieferung tätig.

## Schriften (Auswahl)
- Über Doppelberichte in der Genesis. Eine kritische Untersuchung und eine prinzipielle Prüfung, Freiburg i.Br.: Herder 1911 (Dissertation, Freiburg i.Br. 1910)
- Die westsyrische Überlieferung der Siebenschläferlegende, Berlin. Dissertation 1915
- Bibel und Schule. Eine Einleitung ins Alte Testament für Religionslehrer in sechs Vorlesungen, Freiburg i.Br.: Herder 1922
- Das Buch des Predigers oder Koheleth. Bonn : Hanstein, 1925 (Digitalisat).
- Die altlateinischen Psalterien. Prolegomena zu einer Textgeschichte der Hieronymianischen Psalmenübersetzungen, Freiburg i.Br.: Herder 1928 (Digitalisat)
- Bruchstücke eines altlateinischen Psalters aus St. Gallen: in Codd. 1395 St. Gallen, C 184 Zürich u. 587 Wien, Heidelberg: Winter 1929
- Die Chester-Beatty-Papyri zum Pentateuch. Untersuchungen zur älteren Überlieferungsgeschichte der Septuaginta. Paderborn Schöningh 1938 (Digitalisat).
- Die Psalmen der Vulgata. Ihre Eigenart, sprachliche Grundlage und geschichtliche Stellung, Paderborn: Schöningh, 1940 (Digitalisat)